# Efecto a largo plazo del alcohol en el cerebro
Si bien los investigadores han encontrado que un consumo de alcohol (etanol) moderado en adultos más viejos (sobre 50 años) está asociado con una mejor cognición y bienestar que con abstinencia, el consumo excesivo de alcohol está asociado con lesiones generalizadas en el cerebro. Otros estudios sugieren que incluso el consumo moderado de alcohol por sí mismo daña el cerebro, como al reducir el volumen de materia gris. Esto puede implicar que en general apuntar al consumo más bajo posible de alcohol podría ser un enfoque aconsejable. Los efectos se pueden manifestar de manera tardía: se ha encontrado que el trastorno por consumo de alcohol se correlaciona con un riesgo aumentado de déficit cognitivo severo y de memoria en los años posteriores de vida. El daño del cerebro relacionado con el alcohol no se debe sólo a los efectos tóxicos directos del alcohol, sino que la abstinencia del alcohol, la deficiencia nutritiva, las alteraciones de electrolitos, y el daño en el hígado también se cree que contribuyen a este daño del cerebro relacionado con el alcohol.

## Desarrollo de cerebro adolescente
El consumo de grandes cantidades de alcohol puede perjudicar el desarrollo normal del cerebro en humanos. Se han observado déficits en la comunicación de información verbal y no verbal, y en el funcionamiento visuoespacial en jóvenes con historia de gran consumo durante la adolescencia temprana y media.
Durante la adolescencia ocurren etapas críticas de neurodesarrollo, incluyendo remodelación y cambios funcionales en la plasticidad sináptica y conectividad neuronal en diferentes regiones del cerebro. Estos cambios pueden hacer que los adolescentes sean especialmente susceptibles a los efectos nocivos del alcohol. Comparado a los adultos, es más probable para los adolescentes expuestos al alcohol muestren déficits cognitivos (incluyendo el de aprendizaje y de memoria). Algunos de estos efectos cognitivos, como la dificultad para aprender, pueden persistir en la edad adulta.

## Mecanismos de acción

### Neuroinflamación
El alcohol puede provocar la activación de las células astrogliales, las que pueden producir una respuesta pro-inflamatoria en el cerebro. El etanol interacciona con los receptores TLR4 e IL-1RI en dichas células para activar señales intracelulares de vías de transducción. Específicamente, el etanol induce la fosforilación de la cinasa IL-1R-asociada (IRAK), ERK1/2, proteína cinasa activada por estrés (SAPK)/JNK, y la proteína cinasa p38 mitógeno-activada (p38 MAPK). La activación de las vías IRAK/MAPK conduce a la estimulación de los factores de transcripción NF-kappaB y AP-1. Estos factores de transcripción causan la activación (upregulation) de la sintasa inducible de óxido nítrico (iNOS) y la expresión de cicloxigenasa-2 (COX-2 o PTGS2). La activación de estos mediadores inflamatorios por etanol también se asociada con un aumento en la actividad de la caspasa 3 y un aumento de apoptosis celular. El mecanismo exacto por el que distintas concentraciones de etanol pueden activar o inhibir la señalización deTLR4/IL-1RI no se conoce, aunque podría involucrar alteraciones en el agrupamiento de balsa lipídicas o de complejos de adhesión celular y de citoesqueleto de actina.

### Cambios en las vías de señalización dopaminérgicas y glutamatérgicas
El tratamiento intermitente con etanol causa una disminución de la expresión del receptor de dopamina tipo 2 (D2R) y una disminución en la fosforilación de la subunidad 2B del receptor NMDA (NMDAR2B) en la corteza prefrontal, hipocampo, núcleo accumbens, y, sólo para el D2R, el cuerpo estriado. También causa cambios en el acetilación de histonas H3 y H4 en dichas estructuras cerebrales, sugiriendo que ocurren cambios por remodelación de cromatina, lo que podría mediar alteraciones de largo plazo. Además, ratas adolescentes expuestas a etanol muestran niveles basales más altos de dopamina en el núcleo accumbens, junto con una respuesta prolongada de dopamina en esta área en respuesta a una dosis de prueba de etanol. Todos juntos, estos resultados sugieren que una exposición al alcohol durante la adolescencia puede sensibilizar las vías de dopamina mesolímbicas y mesocortical para causar cambios en la señalización dopaminérgica y glutamatérgica, lo que podría afectar la remodelación y las funciones del cerebro adolescente. Estos cambios son significativos ya que el efecto del alcohol en los receptores de NMDA podría contribuir a una disfunción del aprendizaje y la memoria (ver Efectos de alcohol en la memoria).

### Inhibición de la neurogénesis en el hipocampo
El consumo excesivo de alcohol de manera puntual (borrachera) causa una disminución de la neurogénesis en el hipocampo, a través de una disminución de la proliferación de células madre neuronales y de la supervivencia de nuevas células. El alcohol disminuye el número de células en fase S del ciclo celular, y puede atrapar células en fase G1, inhibiendo así su proliferación. El etanol tiene diferentes efectos en diferentes tipos de células progenitoras en división activa durante sus fases iniciales de desarrollo neuronal. Una exposición crónica al alcohol disminuye el número de células proliferadoras similares a las glial radiales, preneuronales, y tipos intermedios, mientras que no afecta los tipos celulares neuronales tempranos, sugiriendo que el uso de etanol altera el tipo de células precursoras. Además,  hay una disminución más pronunciada en la diferenciación y de las neuronas inmaduras que en las progenitoras en proliferación, sugiriendo que la disminución anormal en el porcentaje de los progenitores preneuronal en división activa resulta en una mayor reducción en la maduración y supervivencia de las células postmitóticas.
Además, la exposición al alcohol aumentó varios marcadores de muerte celular. En estos estudios, la degeneración neuronal parece estar mediada por vías no apoptóticas. Uno de los mecanismos propuestos para la neurotoxicidad del alcohol es la producción de óxido nítrico, aunque otros estudios han encontrado que una producción de óxido nítrico inducida por alcohol sí lleva a la apoptosis (ver Neuroinflamación).

## Alteraciones transitorias versus estables
Muchas consecuencias fisiológicas negativas del alcoholismo son reversibles durante la abstinencia. Por ejemplo, muchas personas con alcoholismo crónico padecen una variedad de deficiencias cognitivas.  Aun así, una abstinencia de varios años resuelve la mayor parte del déficit neurocognitivo, excepto el que persiste en el procesamiento espacial. No obstante, hay algunas consecuencias frecuentes de largo plazo que no son reversibles durante la abstinencia. La necesidad compulsiva de consumir alcohol (craving) se presenta frecuentemente a largo plazo entre personas con alcoholismo. En un estudio, a 461 individuos que buscaron ayuda por problemas de alcohol se les brindó un seguimiento por hasta 16 años,  en los que un 54% de quienes intentaron mantenerse abstinentes sin ayuda profesional hubo una reincidencia en el consumo, mientras que hubo reincidencia en el 39% de quienes lo intentaron con ayuda profesional.
Las consecuencias estables y a largo plazo del uso peligroso de alcohol de forma crónica se cree que se deben a alteraciones estables de la expresión de genes que resulta de cambios epigenéticos dentro de regiones particulares del cerebro.  Por ejemplo, en ratas expuestas a alcohol por hasta 5 días, hubo un aumento en la acetilación de la lisina 9 de la histona H3 en el promotor de pronociceptina en el complejo de la amígdala cerebral.  Esta acetilación es una marca de activación para pronociceptina. El sistema nociceptina/receptor opioide de nociceptina está implicado en el efecto de refuerzo o condicionamiento del alcohol.